# Warhem
 Warhem  (en neerlandeés Warrem) es una población y comuna francesa, en la región de Norte-Paso de Calais, departamento de Norte, en el distrito de Dunkerque y cantón de Hondschoote.

## Demografía
| 1402 | 1321 | 1363 | 1667 | 1916 | 1831 |
| Para los censos de 1962 a 1999 la población legal corresponde a la población sin duplicidades (Fuente: INSEE [Consultar]) |      |      |      |      |      |